# Kroyerina deetsorum
Kroyerina deetsorum is een eenoogkreeftjessoort uit de familie van de Kroyeriidae. De wetenschappelijke naam van de soort is voor het eerst geldig gepubliceerd in 2001 door Benz, Smith & Bullard.